# Championnats de France de cyclisme sur piste 2021
Navigation
2019 2022
Les championnats de France de cyclisme sur piste 2021 se déroulent du 7 au 14 août sur le Vélodrome du CREPS à Bourges.

## Résultats

### Hommes
| Compétitions          | Or                                                                                      | Argent                                                                                       | Bronze                                                                                         |
| --------------------- | --------------------------------------------------------------------------------------- | -------------------------------------------------------------------------------------------- | ---------------------------------------------------------------------------------------------- |
| Épreuves élites       |                                                                                         |                                                                                              |                                                                                                |
| Kilomètre             | Quentin Lafargue                                                                        | Michaël D'Almeida                                                                            | Quentin Caleyron                                                                               |
| Keirin                | Tom Derache                                                                             | Michaël D'Almeida                                                                            | Paul Berneron                                                                                  |
| Vitesse               | Tom Derache                                                                             | Quentin Caleyron                                                                             | Michaël D'Almeida                                                                              |
| Poursuite             | Corentin Ermenault                                                                      | Valentin Tabellion                                                                           | Louis Pijourlet                                                                                |
| Poursuite par équipes | Centre-Val de Loire Marc Sarreau Guillaume Monmasson Valentin Tabellion Colin Jacquemin | Bretagne Thomas Denis Emmanuel Moisan Lucas Segui Eddy Le Huitouze Lilian Jouanjan           | Normandie Julien Dujardin Alexis Gougeard Clément Petit Florian Pardon Octave Marie            |
| Course aux points     | Louis Pijourlet                                                                         | Jean-Louis Le Ny                                                                             | Alexis Gougeard                                                                                |
| Américaine            | Xelliss-Roubaix Lille Métropole Thomas Denis Valentin Tabellion                         | AG2R Citroën Alexis Gougeard Marc Sarreau                                                    | Normandie Florian Pardon Clément Petit                                                         |
| Scratch               | Marc Sarreau                                                                            | Rudy Barbier                                                                                 | Jean-Louis Le Ny                                                                               |
| Omnium                | Louis Pijourlet                                                                         | Jean-Louis Le Ny                                                                             | Rudy Barbier                                                                                   |
| Elimination           | Quentin Lafargue                                                                        | Cédric Monge                                                                                 | Florian Pardon                                                                                 |
| Épreuves juniors      |                                                                                         |                                                                                              |                                                                                                |
| Kilomètre             | Oscar Caron                                                                             | Vincent Cloarec                                                                              | Axel Salvadori                                                                                 |
| Keirin                | Oscar Caron                                                                             | Dorian Perleaux                                                                              | Noé Colsy                                                                                      |
| Vitesse               | Oscar Caron                                                                             | Vincent Cloarec                                                                              | Noé Colsy                                                                                      |
| Vitesse par équipes   | Hauts-de-France Antoine Capelle Oscar Caron Matthieu Gourguechon                        | Bretagne Etienne Oliviero Vincent Cloarec Thomas Hinault                                     | Île-de-France Enzo Leclerc Noé Colsy Cyprien Goussot                                           |
| Poursuite             | Eddy Le Huitouze                                                                        | Alexandre Boxe                                                                               | Hugo Pommelet                                                                                  |
| Poursuite par équipes | Bretagne Théotime Cadoret Eddy Le Huitouze Emmanuel Moisan Thomas Hinault               | Nouvelle-Aquitaine Rafael Delhomme Clément Millet Grégory Pouvreault Romain Lapouge Loyzance | Centre-Val de Loire Arsène Hervouet Erwan Ginet Emilien Strouppe Julien Lemoine Théo Jacquemin |
| Course aux points     | Grégory Pouvreault                                                                      | Baptiste Poulard                                                                             | Rafael Delhomme                                                                                |
| Américaine            | Nouvelle-Aquitaine Romain Lapouge Loyzance Rafael Delhomme                              | Bretagne Thomas Hinault Emmanuel Moisan                                                      | Nouvelle-Aquitaine Mathis Thipaigne Andrea Sanchez                                             |
| Scratch               | Mathieu Brousse                                                                         | Baptiste Poulard                                                                             | Maxime Colin                                                                                   |
| Omnium                | Romain Lapouge Loyzance                                                                 | Thomas Hinault                                                                               | Pierre Gautherat                                                                               |

### Femmes
| Compétitions          | Or                                                                                  | Argent                                                                                             | Bronze                                                                                |
| --------------------- | ----------------------------------------------------------------------------------- | -------------------------------------------------------------------------------------------------- | ------------------------------------------------------------------------------------- |
| Épreuves élites       |                                                                                     | |                                                                                       |
| 500 mètres            | Taky Marie-Divine Kouamé                                                            | Farrah Prudent                                                                                     | Julie Michaux                                                                         |
| Keirin                | Taky Marie-Divine Kouamé                                                            | Constance Marchand                                                                                 | Julie Michaux                                                                         |
| Vitesse               | Taky Marie-Divine Kouamé                                                            | Julie Michaux                                                                                      | Bénédicte Ollier                                                                      |
| Poursuite             | Kristina Nenadovic                                                                  | Daphnée Hoebanckx                                                                                  | Marion Colard                                                                         |
| Poursuite par équipes | Saint Michel-Auber 93 Marion Colard Kristina Nenadovic Océane Tessier Laura Da Cruz | Bretagne Lise Ménage Faustine Croguennoc Maurène Trégouët Maryanne Hinault Marie-Morgane Le Deunff | Sprinteur Club Féminin Constance Marchand Cindy Pomares Doriane Kaufmann Laura Guegan |
| Course aux points     | Cindy Pomares                                                                       | Daphnée Hoebanckx                                                                                  | Marie-Morgane Le Deunff                                                               |
| Américaine            | Bretagne Maryanne Hinault Marie-Morgane Le Deunff                                   | Bretagne Maurène Trégouët Faustine Croguennoc                                                      | Bretagne Emma Henry Lise Ménage                                                       |
| Scratch               | Cindy Pomares                                                                       | Kristina Nenadovic                                                                                 | Océane Tessier                                                                        |
| Omnium                | Jade Labastugue                                                                     | Laura Da Cruz                                                                                      | Bénédicte Ollier                                                                      |
| Elimination           | Kristina Nenadovic                                                                  | Océane Tessier                                                                                     | Laura Da Cruz                                                                         |
| Épreuves juniors      |                                                                                     | |                                                                                       |
| 500 mètres            | Farrah Prudent                                                                      | Maxine Rossignol                                                                                   | Angelina Robic                                                                        |
| Keirin                | Lise Ménage                                                                         | Jade Labastugue                                                                                    | Doriane Kaufmann                                                                      |
| Vitesse               | Bénédicte Ollier                                                                    | Lara Lallemant                                                                                     | Lise Ménage                                                                           |
| Vitesse par équipes   | Île-de-France Lara Lallemant Lilou Ledeme Farrah Prudent                            | Bretagne Ilona Rouat Angelina Robic Maurène Trégouët                                               | Centre-Val de Loire Clémence Chéreau Léane Tabu Maxine Rossignol                      |
| Poursuite             | Jade Labastugue                                                                     | Bénédicte Ollier                                                                                   | Lara Lallemant                                                                        |
| Course aux points     | Bénédicte Ollier                                                                    | Faustine Croguennoc                                                                                | Juliette Roblin                                                                       |
| Scratch               | Bénédicte Ollier                                                                    | Jade Labastugue                                                                                    | Aurore Pernollet                                                                      |